# メデューズ号の筏
『メデューズ号の筏』（メデューズごうのいかだ、フランス語: Le Radeau de la Méduse）は、フランスロマン主義派の画家・版画家テオドール・ジェリコーにより1818年から1819年にかけて制作された油彩画で、フランスパリのルーブル美術館に所蔵されている。ジェリコーが27歳の時の作品であり、フランス・ロマン主義の象徴となった。本作は、大きさ 491 cm × 716 cm 、実物大の絵画で、フランス海軍のフリゲート艦メデューズ号が難破した際に起きた事件を表している。
メデューズ号は、1816年7月5日、今日のモーリタニア沖で座礁した。少なくとも147人の人々が、急ごしらえの筏で漂流しなければならなかった。そのほとんどが救出までの13日間で死亡し、生き残った15人も、飢餓、脱水、食人、狂気にさらされることになった。事件は国際的スキャンダルとなり、フランス復古王政の当局指揮下にあったフランス軍指揮官の、無能が遠因になったとされた。
ジェリコーは、依頼を受けてからこの絵を描いたのではない。最近起きたばかりの有名な悲劇的事件を、意識的に主題に選んだことで、この絵は世間の関心を大いに呼び、ジェリコーの名も世に知られるようになった。
若い芸術家は事件に惹きつけられ、ジェリコーは事前に様々な事柄を調べてスケッチを繰り返し、いくつも習作を作製してから本作に取り組んだ。彼は生存者の2名に取材し、筏の精密な縮尺模型を作った。死体置き場や病院に赴き、死んだ人や死にかけた人の肌の色や質感をじかに観察した。ジェリコーが予測したように、『メデューズ号の筏』は1819年のサロン・ド・パリで激しい論争の的となり、熱のこもった賞賛と非難とを同時に巻き起こした。これによりジェリコーは国際的な名声を確立し、今日ではフランス絵画の初期ロマン派画家として広く知られている。
『メデューズ号の筏』は歴史絵画の伝統にしたがってはいるが、主題の選択とその劇的演出において、当時一般的だった新古典主義派の平静と秩序からの脱却を意味している。ジェリコーの作品は、最初の展示からすぐに広く関心を呼び、その後はロンドンでも公開された。ジェリコーが32歳で早逝すると、すぐにルーブル美術館に買い取られた。絵の影響は、ウジェーヌ・ドラクロワ、ジョゼフ・マロード・ウィリアム・ターナー、ギュスターヴ・クールベ、エドゥアール・マネに見られる。

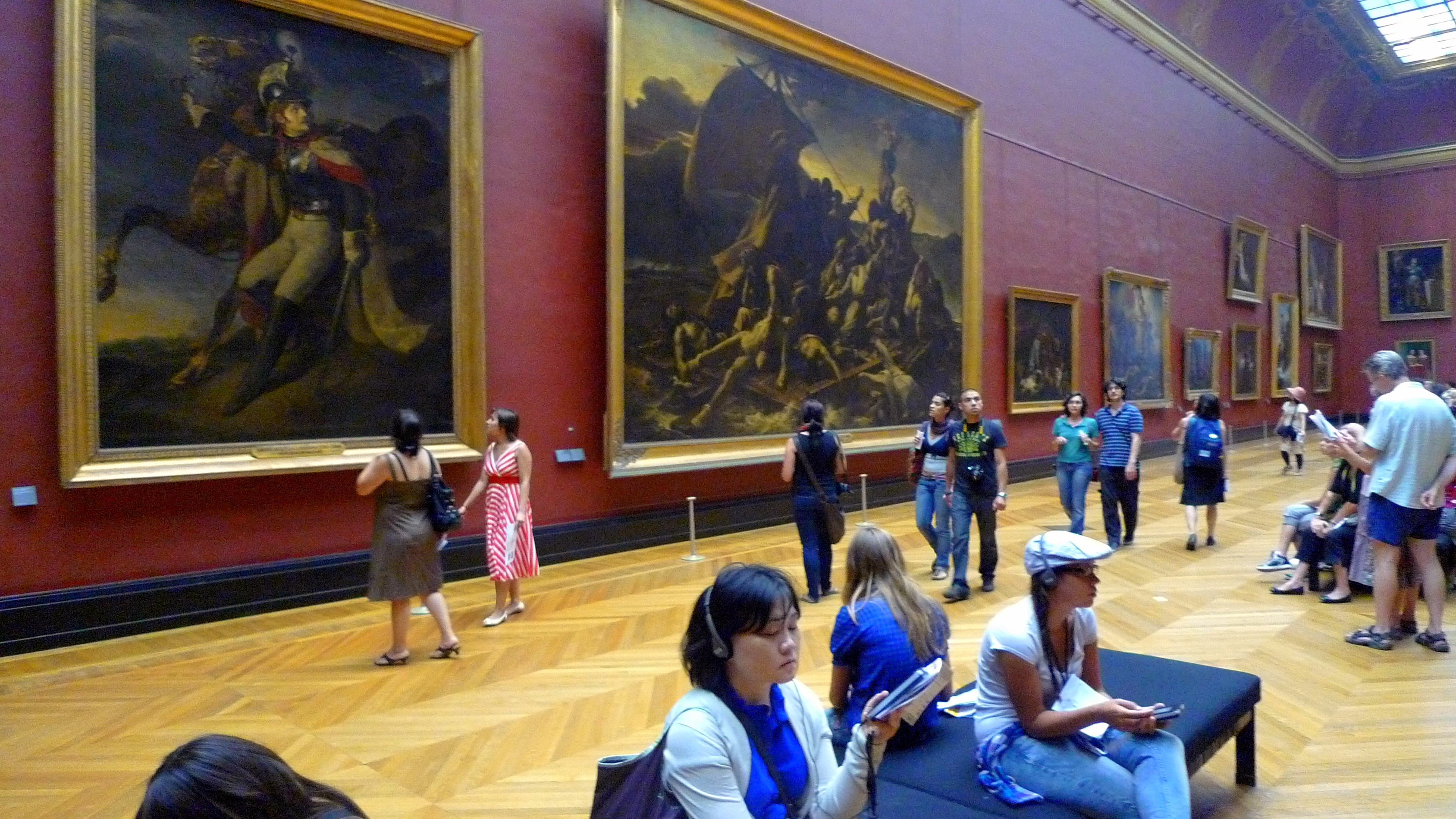
画面中央が『メデューズ号の筏』。かなり大きな作品である。

## 背景

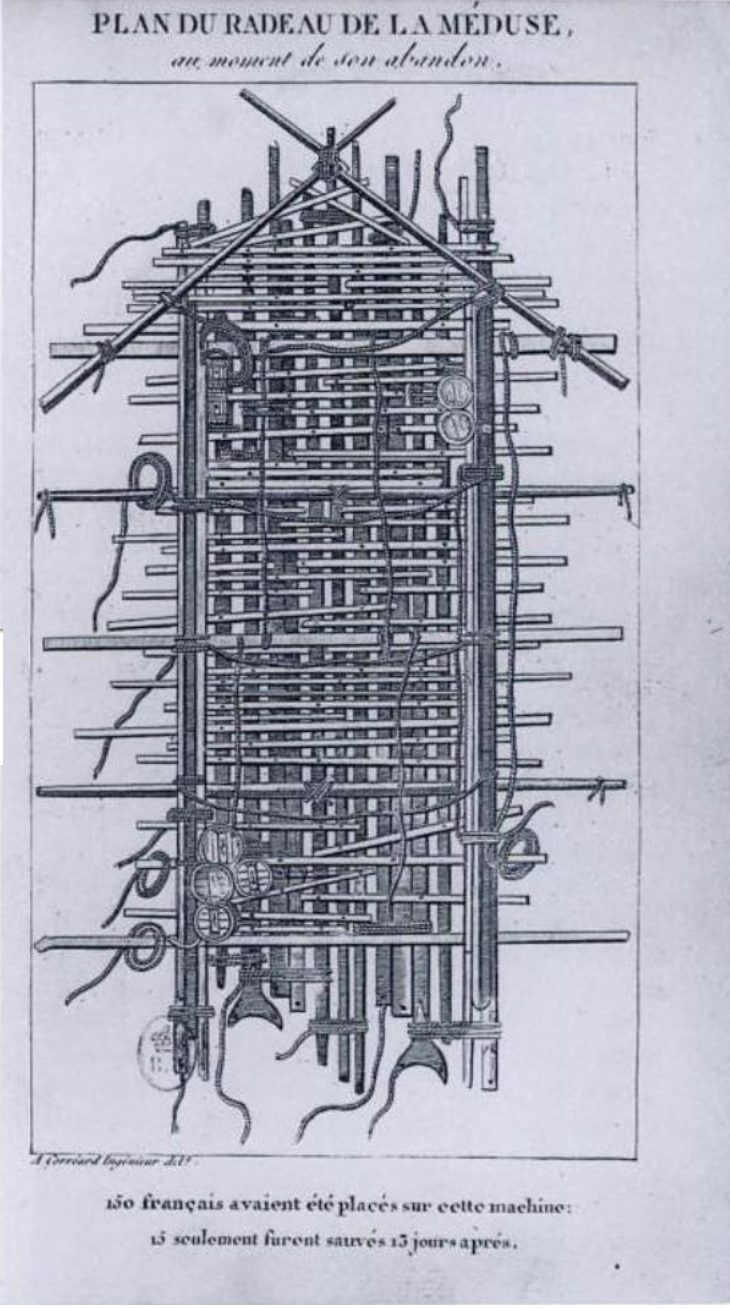
救助時の『メデューズ号の筏』の設計図

1816年6月、フランスのフリゲート艦メデューズ号は、ロシュフォールを出港、セネガルのサンルイに向かった。メデューズ号は、他の3隻、すなわち供給物資輸送船のロワール号、ブリッグのアルギュス号、コルベットのエコー号による船団の先頭にいた。ユーグ・デュロワ・ド・ショマレー子爵は20年以上出航から遠ざかっていたにもかかわらず、メデューズ号の艦長に任命されていた。メデューズ号の使命は、パリ条約に従い英国からセネガル返還を受けるためである。乗客には、セネガル知事に任命されたフランス大佐ジュリアン=デジレ・シュマルツとその妻レーヌ・シュマルツもいた。
メデューズ号はよく進み、他の船を追い越した。しかしそのスピードのため、100マイル (161 km)も針路がずれていた。メデューズ号は7月2日、西アフリカ海岸の砂洲、今日のモーリタニア付近で座礁した。衝突の原因は、一般にド・ショマレーの能力不足によるとされる。彼は能力も経験も不足した外地帰還者で、政治的な昇進の結果として船長の任務に就いていた。
船の離礁に失敗し、7月5日、おびえた乗客や乗組員は護衛艦のボート6艘で、アフリカの海岸に向けて60マイル (97 km)の距離を移動しようと試みた。メデューズ号には160人の乗組員を含め、総勢400人が乗り込んでいたにもかかわらず、ボートには250人しか乗れなかった。残りの人々、少なくとも146人の男性と女性1人が、満員で一部水中に没している急ごしらえの筏に、折り重なるように乗り込んだ。乗組員の内17人は、座礁したままのメデューズ号に残る道を選んだ。船長と乗組員は、ボートに乗り込んで筏を牽引するつもりだった。しかしわずか数マイル移動しただけで、筏はボートから離れた。筏に乗り込んだ人々に残された食料は、乾パン1袋（1日目で食べ尽くした）、水2樽（水中に落ちた）、ワイン数樽のみだった。
批評家のジョナサン・マイルズによれば、筏は「生存者を極限体験へと追い詰める。狂気、乾燥、飢餓。人々は反逆者を虐殺し、死んだ者を食べ、弱者を殺害する」という。13日後の7月17日、筏は偶然アルギュス号に救出された。フランスは筏の捜索活動を、とりたてて行わなかったのである。このときまで生き残っていたのは、15人の男性だけであった。他は殺されたり、同僚に海へ放り込まれたり、餓死したり、絶望のあまり海に身を投げたりしたのだった。事件は、ナポレオンの1815年の失脚以降、ようやく力を取り戻したばかりのフランス復古王政にとって、非常に大きな困惑の種となった。

## 構図

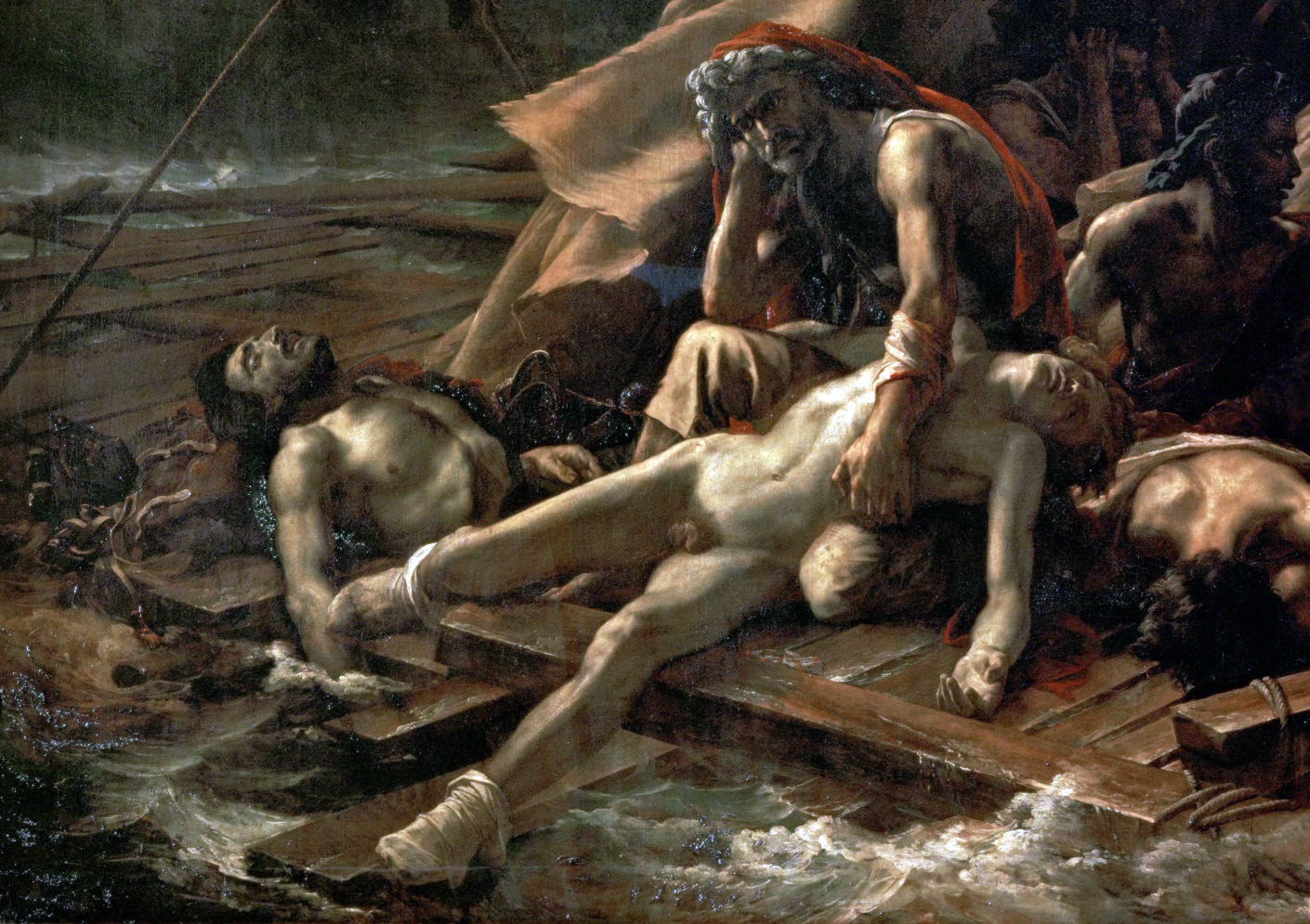
カンバスの左隅に描かれた2人の死者のディテール

『メデューズ号の筏』が描き出したのは、筏で13日間漂流した後に残った15人の生存者が、遠くから接近してくる船を発見した瞬間である。英国初期の評論家によれば、作品は「筏の残骸にはすべての要素が揃っていると言える」。491 × 716 cm (193.3 × 282.3 in)という壮大なスケールの作品で、描かれた人物のほとんどは実物大に描かれている。前景の人物像は、実物のほぼ2倍の大きさで、絵の水平面近く、鑑賞者の上に群がるように描かれている。その結果、鑑賞者は実際の場面に引き込まれたような印象を受ける。
急ごしらえの筏は激しい波の上で、かろうじて航海に耐えている様子であり、人々は傷ついて完全に絶望している。一人の老人が、ひざに息子の遺体を抱えている。別の男は、落胆と挫折感で髪をかきむしっている。遺体がいくつか、前景に散らばっており、波にさらわれそうになっている。中央の男性が、ちょうど救援の船を発見したところである。一人がもう一人に船を指し示し、アフリカ人の乗員ジャン・シャルルが空き樽の上に立ち、船の注意を引こうと死に物狂いでハンカチーフを振っている。

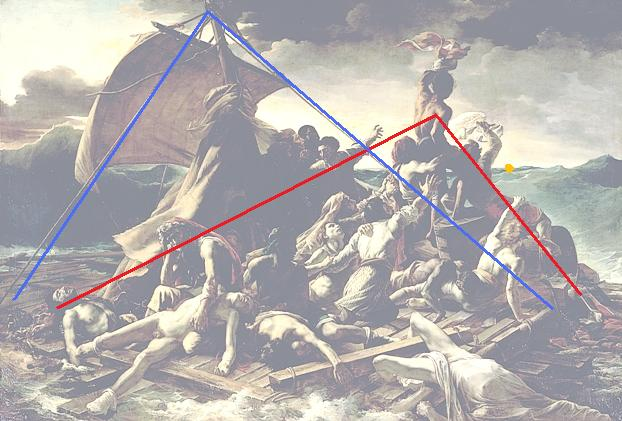
2つのピラミッド型から成る構成。救助船の位置は黄色い点で示されている。

絵の構図は、2つのピラミッド型の構成から成る。カンバス左上の大きなマストとその周辺部が、1つ目のピラミッド型を構成する。2つ目のピラミッドでは、死んだ人や死にかけた人の体が、前景で水平方向に底辺を作っている。その上に生存者たちがピラミッド型の山を形作ると共に、心理上の高まりをも描き出し、その頂点で中心人物が救援船に向かって必死に手を振っている。
鑑賞者の注意は最初カンバスの中央に喚起され、次いで生存者達の体が形作る流れに沿って、後方から右へと移動する。芸術歴史家のジャスティン・ウィントルによれば、「斜めに走る1つのリズムが、左下の死体から頂点の生存者へと我々の目を導いている」。他の2つの斜線は、劇的場面の緊張感を高める効果がある。1つはマストとその装具に続き、筏を飲み込まんばかりに迫る波へと、鑑賞者の視線を導く。もう1つは、手を伸ばした人々の姿で形づくられており、鑑賞者を遠くに見えるアルゴス号のシルエットへと導く。最後にはこのアルゴス号が、生存者を救出することになるのである。
ジェリコーのパレットは、生気のない肌の色、生存者の衣服の暗い色彩、海と雲から成る。全体的に絵は暗く、主に茶系の、明度の低い顔料が多く使われている。ジェリコーは悲劇と痛みを暗示するのに、このパレットが効果的だと思っていた。この作品における光は「カラヴァッジオ風」だと評された。イタリアの芸術家カラヴァッジオはテネブリズムと密接に関連し、光と闇との間の極端なコントラストを使用することからである。
ジェリコーの海の表現はカラヴァッジオよりやや控え目で、深い青というより暗緑色で仕上げられ、筏や人物像のトーンと対照的に表現されている。救助船の描かれた遠景から、明るい光が差し込み、周囲の鈍い茶色の場面と対照的に仕上げられている。

## 制作

### 調査と習作

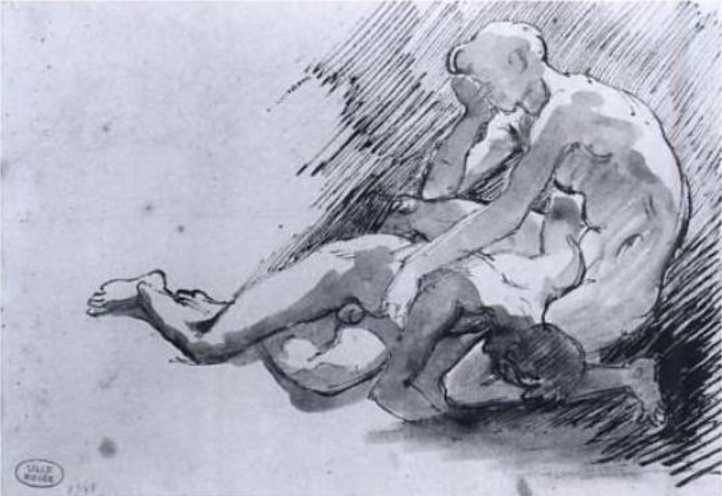
ジェリコーによる『メデューズ号の筏』習作。ペン、茶色いインク。17.6 cm × 24.5 cm 。フランス・リールのミュゼ・デ・ボザール

1816年、難破事件の報告書が一般に公開されるとジェリコーはこれに熱中し、この事件を描くことで、画家としての評価を確立する機会にしようと思いついた。制作を決めると、彼は絵に取り掛かる前に幅広い調査を開始した。1818年初め、ジェリコーは生存者のアンリ・サヴィニーとアレクサンドル・コルレアールに会った。2人は自分たちの体験を思いを込めて語り、最終的に絵のトーンを決定づけた。芸術歴史家のジョルジュ・アントワーヌ・ボリアによると、「ジェリコーはボージョン病院の向かいにアトリエを確保した。そしてここで、陰鬱な制作に没入しはじめた。。 鍵をかけたドアの後ろで、ジェリコーは制作に没頭した。何物も彼を押しとどめることはできなかった。彼は怖がられたり避けられたりした」のだという。
初めごろの旅で、ジェリコーは狂気と疫病の危機にさらされた。また歴史的にも正確かつ現実的であろうとするあまり、メデューズ号について調べる間に死体の死後硬直の様子に取りつかれたようになった。死者の肌の色をできうる限り本物に忠実にとらえるため、ボージョン病院のモルグに赴いて死体をスケッチし、瀕死の入院患者の顔を観察し、切断された手足を自分のアトリエに持ち込んで腐敗の様子を観察し 、精神病院から借り受けた生首を2週間かけてデッサンし、アトリエの天井裏に保管した。 

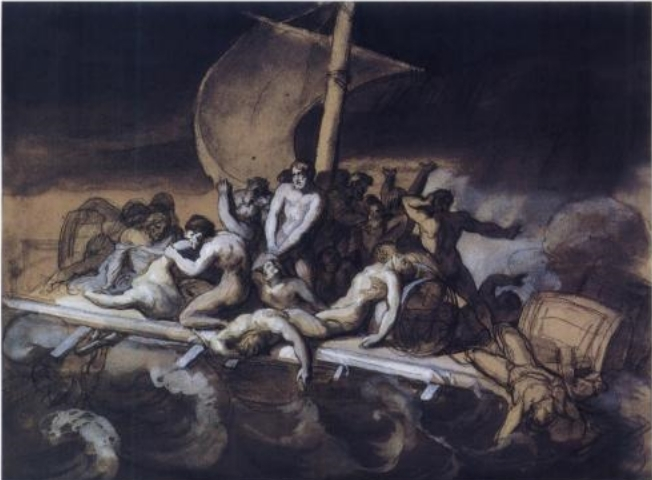
『メデューズ号の筏におけるカニバリズム』、ルーブル美術館蔵。紙にクレヨン、インクウォッシュ、グワッシュ。28 cm × 38 cm 。この習作は完成作品よりも画面が暗く、人々の位置も、のちのものとはかなり異なる。

コルレアール、サヴィニー、さらにもう1人の生存者、大工のラヴィレットと共に、詳細で正確な筏のスケールモデルを作り、厚板の間の隙間まで再現した。そして、それをもとに完成作品に取り組んだのである。ジェリコーはモデルのポーズを決め、閲覧請求の用紙を揃え、関連のある他の画家作品を模写し、ル・アーヴルに出かけて空と海をスケッチした。熱があるにもかかわらず、何度も海岸に出かけて岸壁にぶつかる嵐を観察した。英国の画家を訪ねるためにイギリス海峡を渡った際にも、悪天候を観察する機会とした。
ジェリコーは数多くの予備スケッチを描き、事件のどの瞬間をとらえて完成作品とするか何度も試行錯誤した。絵の創案は困難で時間も掛かり、ドラマの本質を最も効果的に捕らえる瞬間を選びぬくために、ジェリコーは非常に苦心した。
彼が採用を検討した場面には、漂流2日目に起きた将校に対する反乱、そのわずか数日後に起きたカニバリズム、そして救出の瞬間があった。救助船アルゴス号が近づいてくる姿を、水平線に見つけた瞬間について生存者の1人が語ったとき、ジェリコーは即座に最終決定を下した。完成作品では、アルゴス号は右上部に見えている。生存者たちは船に合図を送ろうとした。しかしアルゴス号は、通り過ぎてしまったのである。生存者の乗組員の言葉によれば、「熱狂的歓喜から、深い落胆と悲嘆の底にたたき落とされた」のである。
事件の詳細を熟知している者には、この絵の場面は、全ての望みが失われたかに思われた瞬間を切り取ったもので、乗組員達が自棄状態になった様を余すところなくとらえた物だと理解された。アルゴス号は、2時間後に再び現れて、生存者を救いだしたのである。死体の数も含め、実際の救出の段階における記録よりも多く、絵には人物像が描かれていると、作家のルパート・クリステンセンは指摘する。報告書では、陽がさんさんと照る波の穏やかな朝だったとされるが、ジェリコーは、次第に激しくなる嵐と暗くうねる波を描いて、陰鬱な気分を強調した。

### 作品完成
ジェリコーは、義理の伯母に当たる女性とのつらい情事を断ち切られ、頭を剃られて、1818年11月から1819年7月までパリ8区のフォーブル・ド・ルール地区にあるアトリエで、規律正しい修道院のような生活を送っていた。食事は管理人が運び、夕方に時折外へ出るだけであった。18歳のアシスタント、ルイ=アレクシス・ジャマールとジェリコーは、アトリエに隣接した小さな部屋に宿泊した。時折2人は口論し、ある時ジャマールが出ていった。2日後、ジェリコーは戻ってくるようジャマールを説得した。彼のアトリエは整然としており、几帳面に装ったジェリコーは沈黙の内に制作に取り組み、ネズミの立てる音にさえ集中力を中断される程だった。

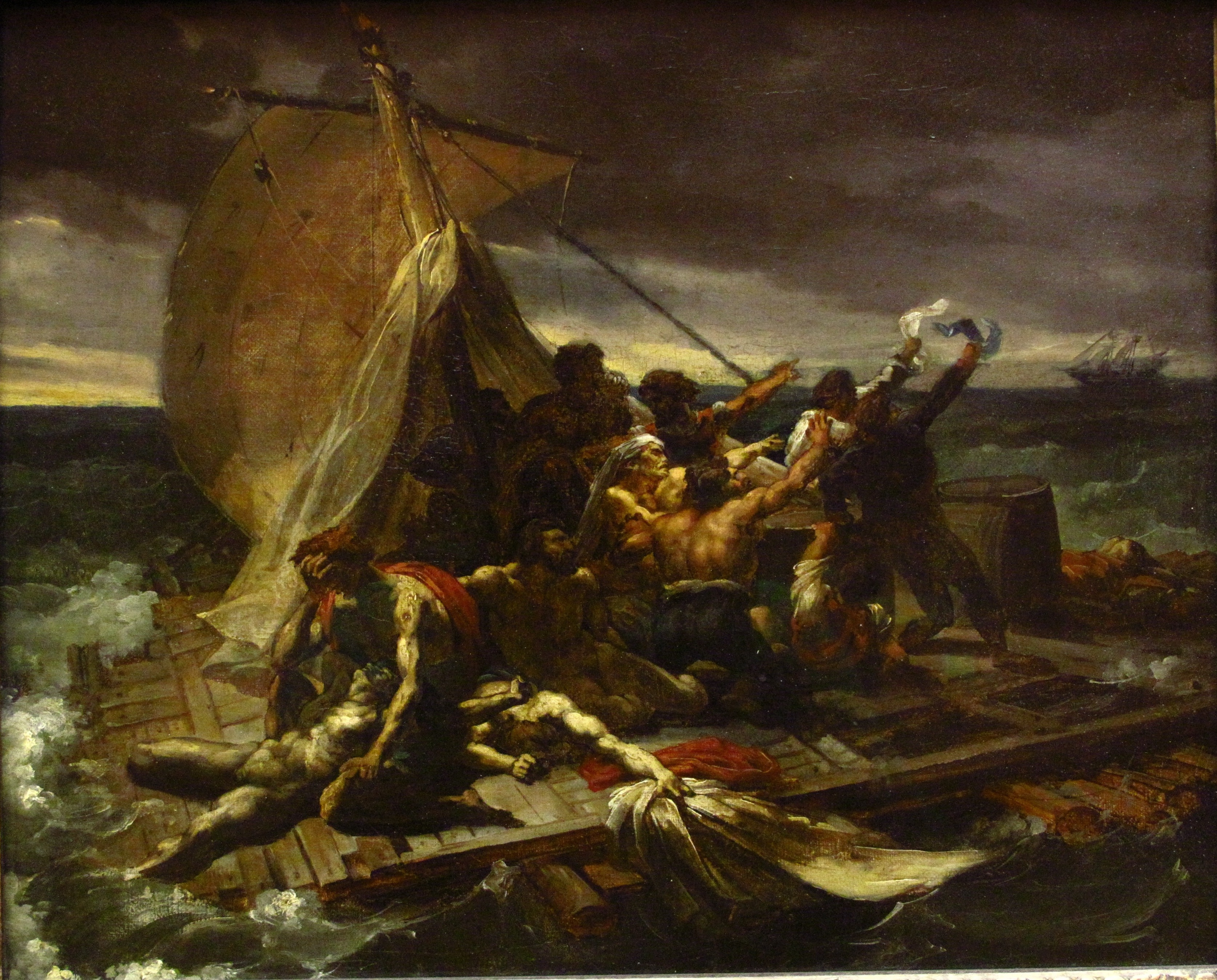
1818 – 1819年の習作。油彩。38 cm × 46 cm 、ルーブル美術館蔵。この予備スケッチでは、完成作品とほぼ同じ位置に人物が描かれている。

ジェリコーは友人をモデルにした。特に画家のウジェーヌ・ドラクロワ(1798 – 1863年)は、前景で顔をうつぶせにし、片手をいっぱいに伸ばした人物のモデルになった。マストの下にシルエットで、2人の生存者が描かれている。3人の人物像は、本物、つまりコレアール、サヴィニー、ラヴィレットをモデルに描かれた。ジャマールは裸でポーズをとり、前景で海に飲み込まれそうになっている青年の死体のモデルになった。彼は他にも2人の人物像のモデルを務めた。
ヒューバート・ウェリントンによれば、ドラクロワは次のように書き残している。「ジェリコーは『メデューズ号の筏』制作現場も見せてくれた。私は強い印象を受けて、アトリエを出ると狂人のように走りだし、自分の部屋にたどり着くまで止まることができなかった」。 ドラクロワはジェリコーの死後、フランスロマン主義の旗手となる。
ジェリコーは制作の際、小さな絵筆とビスコース油とを使用していたので、やり直しにも手間がかからず、翌朝までには乾いた。彼のパレットは、バーミリオン、白、ネープルスイエロー、イエローオーク2種、レッドオーク2種、ローシエナ、ライトレッド、バーントシエナ、クリムゾンレイク、プルシアンブルー、ピーチブラック、アイボリーブラック、カッセルアース、ビチューメンで彩られ、色は別々に保管されていた。ビチューメンは、一度塗りではベルベットのような光沢を出すが、時間と共に、黒い糖蜜色に変色し、縮んで表面に皺が寄り、元に戻らない。その結果、今日では、作品のかなりの範囲で詳細が判別できなくなっている。
ジェリコーはカンバスに、構成の概略をスケッチした。それからモデルに1つずつポーズをとらせて、1つの人物像を完成させてから、次の人物像に取りかかった。このやり方は、群像を描く場合の通常の方法とは対照的である。個々の要素に集中して取り組むこの方法により、作品には「衝撃的な肉感」と同時に、一部の批評家には副作用だとされる、芝居がかった不自然さとの両方が現れた。作品の完成から30年以上経っても、友人モンフォールは当時が忘れられなかったという。
ジェリコーの極度の勤勉さにも驚いたが、そのやり方にも驚かされた。彼は白いカンバスに直接描き、ラフスケッチも、どんな種類の準備もせず、しっかりとした輪郭線のみを描いた。にもかかわらず、作品に破綻はまったくなかった。ブラシでカンバスに触れる前に、彼がモデルに払った鋭い観察力にも心打たれた。彼はゆったりと進めていくように見えて、その実、非常な早さで取り組み、次々に書き進めていった。戻ってやり直すことはめったになかった。彼の体や腕は、ごく僅かしか動かず、その表情はとても穏やかだった…。
ほとんど気を散らせることもなく、ジェリコーは作品を8カ月で完成させた。計画段階から数えても、18ヶ月かかっただけだった。

## 影響
『メデューズ号の筏』は、たとえばミケランジェロ(1475–1564)の『最後の審判』といった巨匠の名作からの受けた多くの影響と、ジャック＝ルイ・ダヴィッド(1748–1825)のスケールの大きさ、アントワーヌ＝ジャン・グロ(1771–1835)の現代の事件へのアプローチとを融和させたものであるといえる。18世紀までに難破は、船による旅が一般的になるにつれて増え、海に関する絵のテーマの1つとして認められた。クロード・ジョセフ・ヴェルネ(1714–1789)は、そういった絵を多く描き出し、直接の観察を通して自然な色合いを確立した点で、同時代の他の画家とは異なっていた。彼は、嵐を観察するために、船のマストに体を縛りつけたといわれている。 

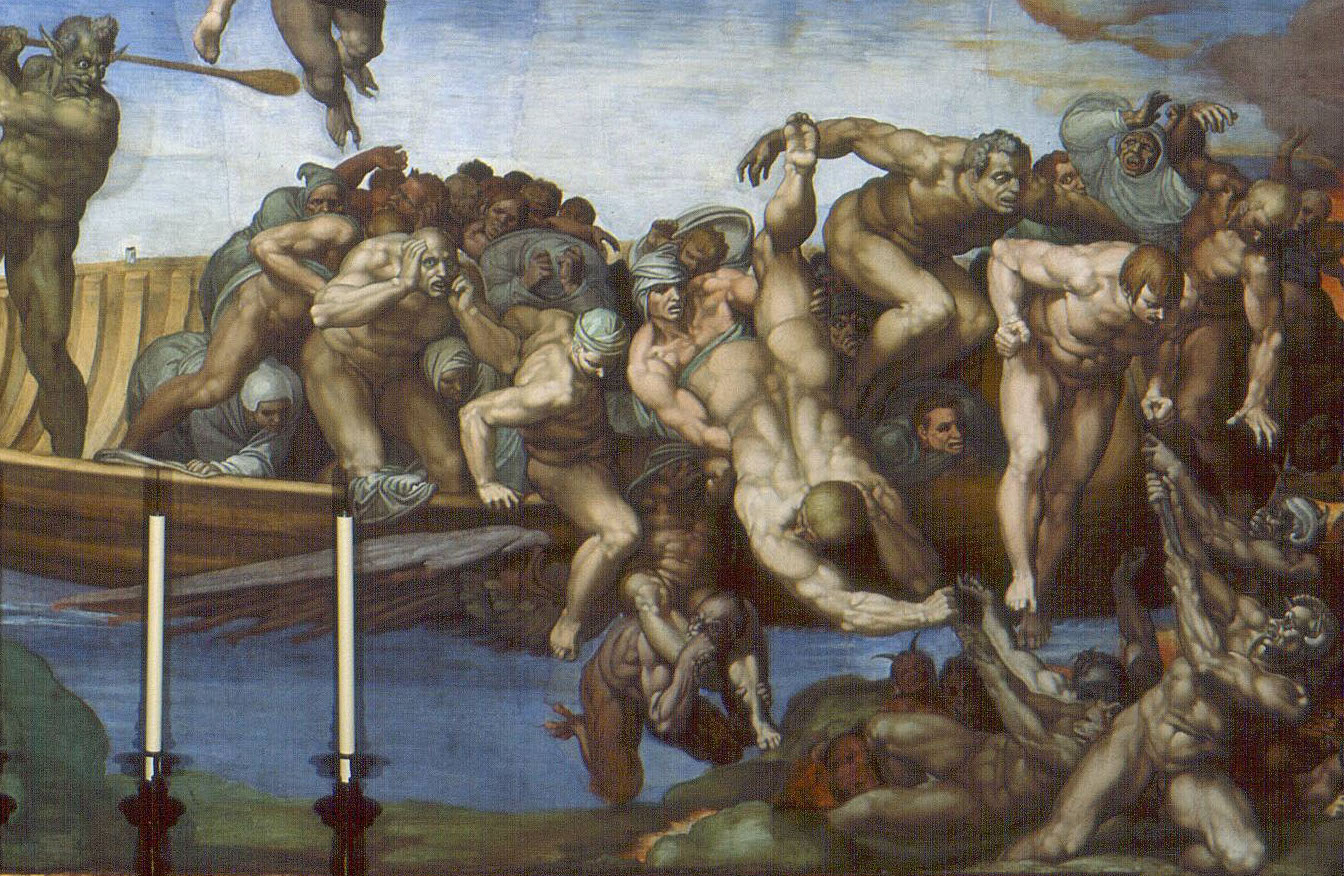
ミケランジェロ作。システィーナ礼拝堂の最後の審判の一部。ジェリコーは「ミケランジェロを見て背筋が震えた。これらの失われた魂は必然的に互いを破壊し、システィーナ礼拝堂の悲劇的な壮麗さを生みだしている。」と言った。

筏の上に描かれた人々は13日間漂流して飢餓、病気、食人に苦しんだが、ジェリコーは英雄を描く際の伝統に敬意を示して、健康的でたくましい姿で表現している。芸術歴史家のリチャード・ミューサーによれば、作品にはまだ古典主義の強い影響が残っているという。人物像の多くがほとんど裸体であることについて、ミューサーは、「絵画的でない」服装を避けたいという願望に起因するのだろうと書いている。ミューサーは「人物像にはまだアカデミックな雰囲気が残り、窮乏、病気、死との戦いでひどく痛めつけられたようには見えない」と述べている。
ジャック＝ルイ・ダヴィッドの影響が、絵の大きさ、人物像に見られる彫刻的な簡潔さ、また特に重要な「効果的瞬間」、つまり船の接近に気付いた瞬間に描写された上品な物腰からも感じられる。1793年、ダヴィッドも、重要な時事問題『マラーの死』を描いている。フランス革命時下、彼の絵画は政治的影響力も大きかった。時事問題を描いた先例という点で、ジェリコーの決意にも大きく影響した。ダヴィッドの弟子、アントワーヌ＝ジャン・グロは、ダヴィッド同様、「失敗に帰した運動と救いがたく関連した派の、偉大な画家」の代表といえる。しかし有名な作品のいくつかで彼は、ナポレオンも、無名の死体や瀕死の人物像も、同等の重要性を持たせて描いた。ジェリコーは、1804年のグロの絵画『ヤッファのペスト患者を見舞うナポレオン』から強い印象を受けている。 

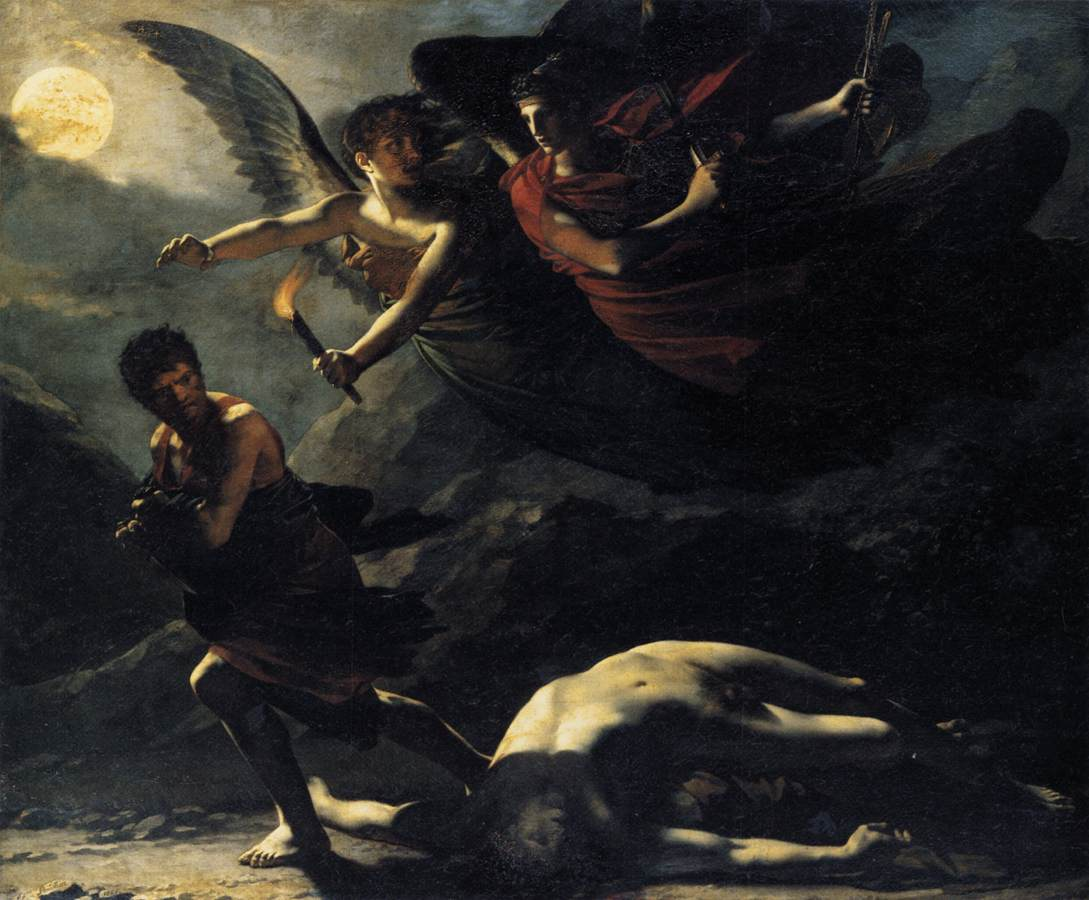
1808年プリュードン作、『「正義」と「復讐」に追われる「罪」』。244 cm × 294 cm 。ロサンゼルス、J・ポール・ゲティ美術館。暗闇と、手足を伸ばした裸の人物像がジェリコーの絵に影響していると思われる。

若いころのジェリコーは、ピエール＝ポール・プリュードン(1758–1823年)の、傑作『「正義」と「復讐」に追われる「罪」』を含めた「途方もない悲劇の絵」を模写している。息詰まるような暗闇や、手足を伸ばした裸の死体の構成基礎などが、明らかにジェリコーの絵に影響を与えている。
前景の、年老いた男性像には、ダンテの『神曲』に登場するウゴリーノを参照している可能性がある。ジェリコーは『神曲』を画材の1つとして考えていたのである。そしてこの人物像は、フュースリー(1741–1825)が描いたウゴリーノの絵からとったものにも見える。ジェリコーはこの絵を印刷で見て知っていた可能性がある。ダンテのウゴリーノは、カニバリズムの罪を犯しており、これはメデューズ号の筏で起きた中で最も衝撃的な局面でもあった。ジェリコーは、フュースリーの作品を取り入れることで、この点を表現しようとしたのかもしれない 。
『メデューズ号の筏』の初期の習作に、水彩で描かれたものがある。現在はルーブル美術館に所蔵されているものだが、これにはもっと直接的に頭のない死体の腕をかじる人物が描かれている。
事件後2年以内に描かれた、ジョン・シングルトン・コプリー(1738–1815)の『ピアソン少佐の死』など、英国とアメリカの絵画のいくつかが、現代の事件を扱う先例を確立した。コプリーは海難を題材に、大きくて英雄的な絵をいくつか描いており、ジェリコーがそれを印刷で見て知っていた可能性がある。1778年の『ワトソンと鮫』には中央に黒人が描かれており、『メデューズ号の筏』同様、海の風景よりむしろ人間ドラマの中心人物として描かれている。1791年の『ジブラルタル浮き砲台の敗北、1782年9月』の場合は、ジェリコーの作品の様式と主題両方に影響が認められる。そして1790年代の『難破』とは、さらによく似た構成である。さらに政治的構成をもつ作品の先例として特に重要なのは、ゴヤの連作『戦争の惨禍』(1810-1812)と、1814年の傑作『マドリード、1808年5月3日』である。ゴヤにはまた、海難をテーマにした『難破』（制作年不詳）と呼ばれる作品もあるが、趣旨は同じであっても、構成や様式に『メデューズ号の筏』に共通する点は見られない。ジェリコーが絵を参照したとは考えにくい。

## 展示と反応
『メデューズ号の筏』が最初に展示されたのは、1819年のサロン・ド・パリであった。絵の本当の主題は、当時の鑑賞者の目にも明らかだったが、作品名は『難破 Scène de Naufrage 』とされた。ジェリコーの『筏』は「すべての目を撃ち、惹きつける」(Le Journal de Paris)と評され、1819年のサロンで注目の的だった。批評家は二分した。主題の恐怖「terribilità」は魅惑的だが、古典主義礼讃派は「積み重ねた死体の山」に嫌悪を示し、そのリアリズムは「理想の美」からは程遠いと考えていた。彼らの考える「美」とは、『筏』と同年に描かれたジロデ・トリオゾンの『ピグマリオンとガラテイア』によって、具体化されるような美であった。ジェリコーの作品には、矛盾が表現されていた。すなわち、「不愉快な主題をいかにして力強さに満ちた絵に変換するのか？」「画家はいかにして芸術と現実とを融合させるのか？」ということである。ジェリコーと同時代のフランス人画家、マリ＝フィリップ・クーパン・ド・ラ・クーペリーの批判は痛烈だった。「ムッシュ・ジェリコーは失敗したように思う。絵画の到達点は、魂と目に語りかけることであって、撃退することではない」。『筏』の絵は、フランスの作家であり芸術評論家のオーギュスト・ジャルのような熱心なファンをも獲得した。彼は絵の政治的テーマ、自由主義的立場(「ニグロ」の進歩、超王党主義の批評)、現代性を礼讃した。フランスの歴史家ジュール・ミシュレは「我々の社会全体が、メデューズ号の筏に乗っている・・・」と表現した。

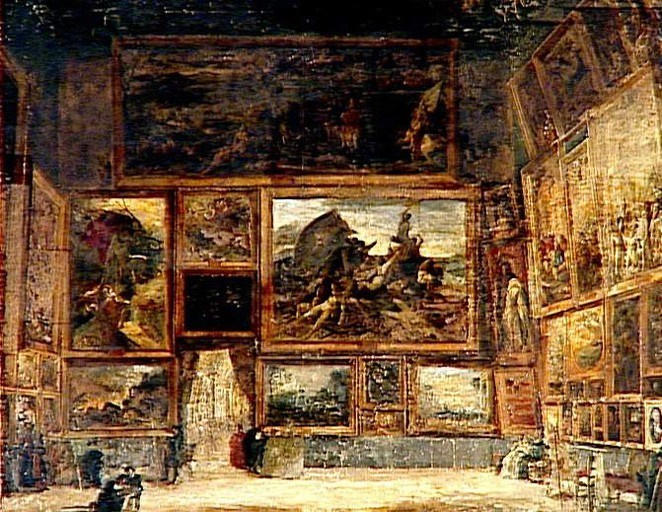
ニコラ・セバスチャン・マイヨー作『ルーブルのサロン・カレに掲げられた「メデューズ号の筏」』。1831年。ルーヴル美術館蔵。プッサン、ロラン、レンブラント、カラヴァッジオの作品に並んで、ジェリコーの『筏』が展示されている。

展示はルイ18世の後援を受け、1300点近くの絵画、208点の彫刻、その他多くの版画や建築デザインなどを扱っていた。現代の批評家フランク・アンダーソン・トラップは、作品の量やイベントの大きさに、展示後を狙った野心がうかがえるとする。トラップが注目する事実は、「その中には壮大な歴史絵画が100点含まれており、政府の惜しみない後援を受けていた」が、ジェリコーのように裕福な出品者数人を除いては、時間、エネルギー、必要経費の都合をつけることができたのは、メジャーな代理人に支持された出品者だけだった、というものである。

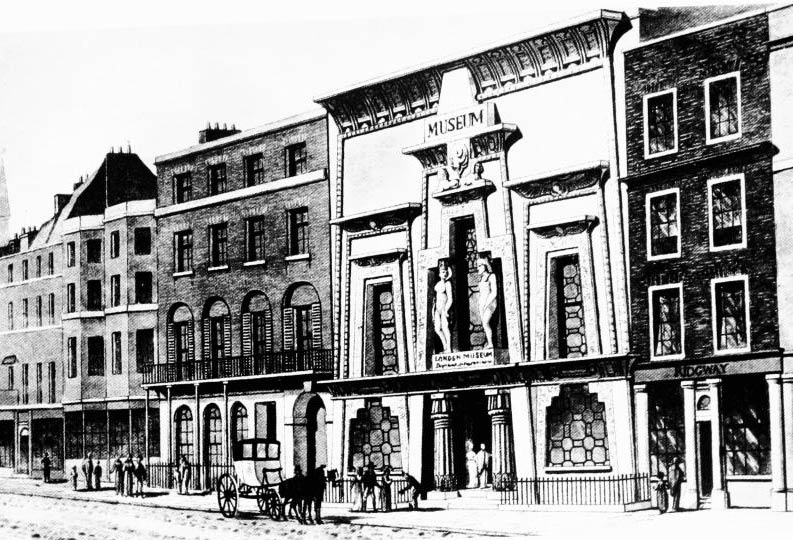
1820年、ジェリコーは首尾よくロンドン、ピカデリーのエジプシャン・ホールに絵を展示した。約40,000人の訪問客が訪れ、サロンに出品した時よりもよい評価を得た。

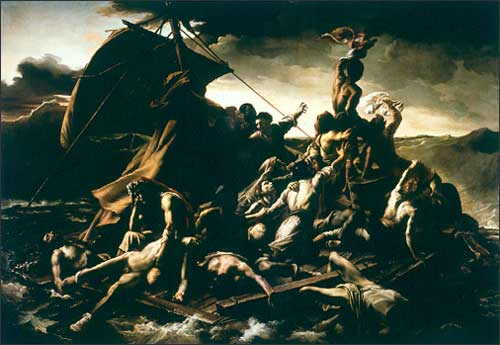
ピエール＝デジレ・ギユメとエティエンヌ＝アントワーヌ＝ユージェーヌ・ロジャによる同サイズ模写。1859–60年。493 cm × 717 cm 。アミアン、ピカルディー美術館。

ジェリコーは政治的にも芸術的にも、敢えて対決することを決めた。批評家も彼の攻撃的アプローチに、嫌悪もしくは賞賛で応えた。著述家の共感が得られるかどうかは、王党派か自由党派かに左右された。『メデューズ号の筏』は筏に乗り合わせた人々に対して大いに同情的な作品であると受け止められたが、それゆえ、生存者であるサヴィニーとコルレアールの反帝政的な政治意識を反映しているとも見なされた。頂点に黒人を配置した構成は、ジェリコーの奴隷制廃止論の表現であり、論争の的になった。芸術評論家のクリスティン・ライディングは、続いてロンドンで絵を展示したのは、そこでの反奴隷制運動に同調するつもりだったのではないかと推測している。『メデューズ号の筏』は、無能な艦長は未熟な水夫だが、政治的には反ボナパルティストだという、政治的な声明となった。現代美術の評論家でありキュレーターであるカレン・ウィルキンによれば、「ジェリコーの絵が冷笑的に告発したのは、フランスにおけるポスト・ナポレオン官僚のぶざまな不正行為であり、その官僚の多くを輩出した家柄は「アンシャン・レジーム」の生き残りなのだ」ということである。
『メデューズ号の筏』は、絵を見た市民に広く、強い印象を残したが、その主題は多くの人々を不快にした。ジェリコーが望んだような一般民衆からの賞賛は得られなかった。展覧会の終了時に、『メデューズ号の筏』は金賞を獲得した。しかし審査員団は、作品をルーヴル美術館の国家コレクションに加えただけで、それ以上の名声を与えることはしなかった。代わりにジェリコーはサクレ・クールの委員に任命されたが、その完成作品にドラクロワ自身のサインをさせ、彼に金を払ってその任命を秘密の内に譲ってしまった。ジェリコーは田舎に退き、そこで過労で倒れた。彼の作品には買い手がつかず、枠から外して巻いた状態で、友人のアトリエに保管された。
ジェリコーは1820年、『メデューズ号の筏』をロンドンで展示するよう手配した。ロンドンでの展示は、6月10日からその年の終わりまで、ピカデリーにあるウィリアム・ブロックのエジプシャン・ホールで行われ、約40,000人の観賞者が訪れた。ロンドンにおける評価は、パリのものよりもおおむね肯定的で、作品はフランス絵画の新しい方向を示すものとして受け止められた。これは1つには、絵の展示方法によるところもある。パリでのサロン・カレでは最初、作品は高い位置に吊るされていた。ジェリコーは作品が展示された様子を見て、その配置が失敗だったと認めている。しかしロンドンでは、作品は地面近くに配置され、そのスケールの雄大さを強く印象付けた。イギリスで作品が受け入れられた理由は他にもある。すなわち「わずかながらの愛国的自己満足｣、不気味なエンターテイメントとしての作品の魅力、筏の上で起きた事件に基づいて作られた2つの演劇が展示と同時進行で上演され、ジェリコーの描写によるところが大きかったこと 、などである。 ロンドンでの展示で、客が支払った観覧料から得たジェリコーの取り分は、約20,000フランにもなった。これは、フランス政府が作品買い取りの際に彼に支払った額を、かなり上回るものであった。ロンドン展示後の1821年始め、ブロックは作品をダブリンに持ち込んだが、そこでの展示は成功には程遠かった。その大きな理由としては、回転パノラマ画の『メデューズ号の難破』の展示と、競合してしまったことによる。回転パノラマ画『メデューズ号の海難』はマーシャル兄弟の会社による製作で、漂流の生存者の1人の指導のもと、彩色されたといわれる。
『メデューズ号の筏』は、ルーヴル美術館のキュレーター、ルイ・ニコラ・フィリップ・オーギュスト・ド・フォルバン伯爵により支持され、ジェリコー死後の1824年、相続人から買い取って美術館に納めた。作品は現在も、ギャラリーにそびえたっている。その展示説明文には、「この痛烈な物語のただ一人の英雄は、人類である」と書かれている。
1826年から1830年にかけての一時期、アメリカの画家ジョージ・クック(1793–1849)が『メデューズ号の筏』を小さいサイズ(130.5 x 196.2 cm )で模写したものが、ボストン、フィラデルフィア、ニューヨーク、ワシントンD.C.で、難破をめぐる論争を知る人々に展示された。絵は論評で支持され、脚本、詩、演奏、児童書にも取り入れられた。この絵は前海軍大将ユーライア・フィリップに購入された。ユーライアは1862年にその絵をニューヨーク歴史学会に遺贈したが、その際、目録のミスでジルベール・スチュワート作とされたままだった。2006年に、デラウェア大学の芸術歴史教授、ニナ・アタナソグロウ・カールマイヤーの問い合わせをきっかけに、訂正された。大学の管理部門が、作品の修復を行った。
ジェリコーのオリジナル作品の状態が悪化したため、1859〜60年、ルーヴル美術館は2人のフランス人画家、ピエール＝デジレ・ギユメ、エティエンヌ＝アントワーヌ＝ユージェーヌ・ロジャに依頼して、オリジナルと同サイズの模写を作成し、貸出展示用とした。
1939年秋、戦争の気配を察知したルーヴルは、『メデューズ号の筏』を疎開させるために荷造りした。9月3日の夜、舞台道具のトラックがコメディ・フランセーズを発ち、ヴェルサイユへと『メデューズ号の筏』を運んだ。しばらくすると、『メデューズ号の筏』はシャンボール城に移され、そこで第二次世界大戦が終結するまで保管された。

## 解釈と遺産

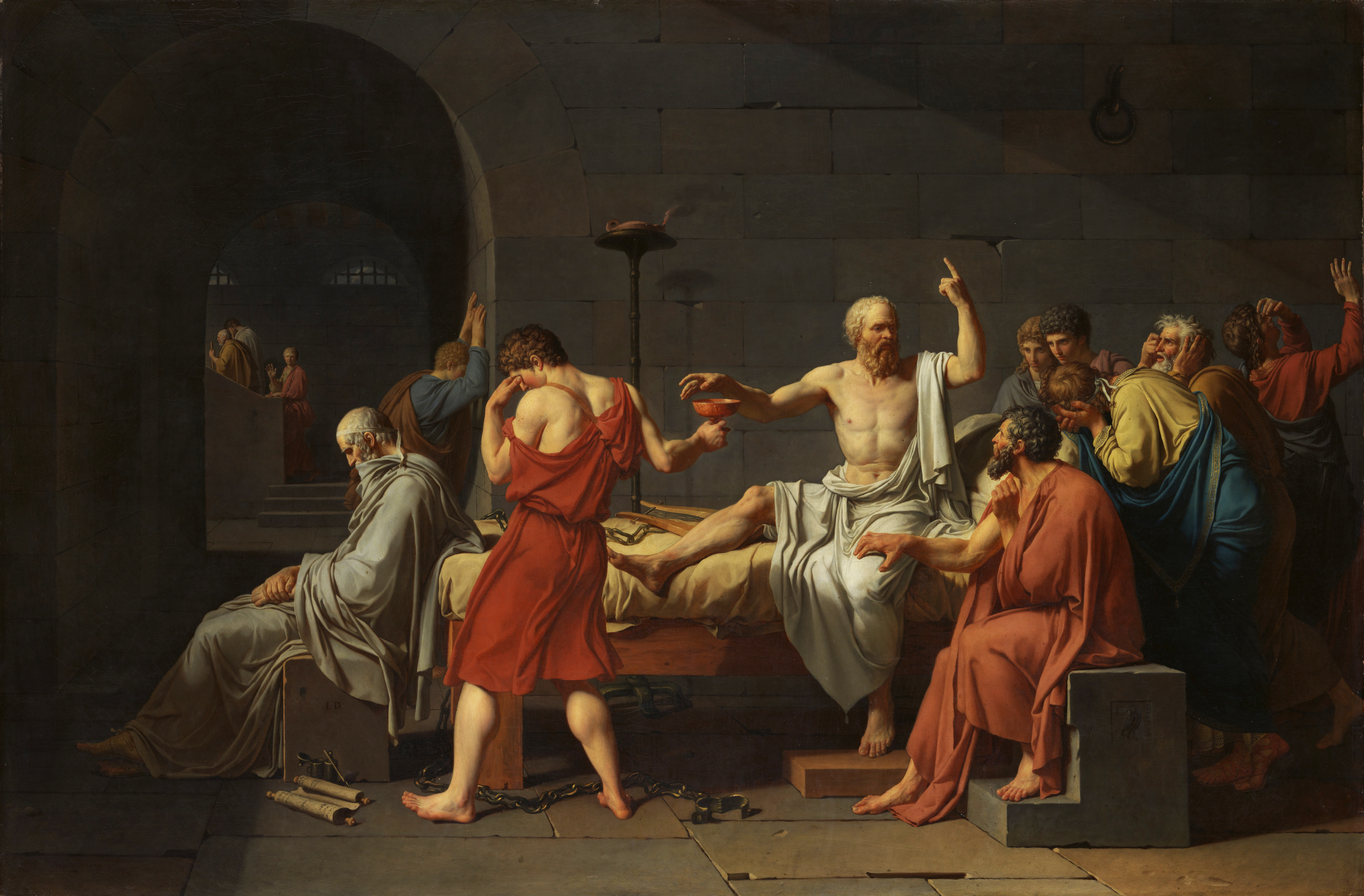
1787年、ダヴィッド作、『ソクラテスの死』。 129.5 cm × 196.2 cm 。メトロポリタン美術館蔵。ジェリコーは、ダヴィッドに代表される新古典派から脱却しようとした。

不快な真実を正面に見据えた『メデューズ号の筏』は、フランス絵画におけるロマン主義の台頭を示し、当時主流だった新古典主義に対し「美的革命の土台を作った」。ジェリコーの構成や人物描写は古典的な手法だったが、主題の違いに芸術的方向の大きな変化が現れており、新古典主義とロマン主義との過渡期にあることがよく分かる作品となっている。ダヴィッドは1815年までは、歴史絵画を主導する1人であり、新古典主義の大家でもあったが、その後ブリュッセルに亡命することになった。フランスでは、歴史絵画も新古典様式も、グロ、アングル、フランソワ・ジェラール、ジロデ、またジェリコーやドラクロワの師ゲランといった画家の作品に引き継がれ、ダヴィッドやニコラ・プッサンの芸術的伝統を守り続けていた。

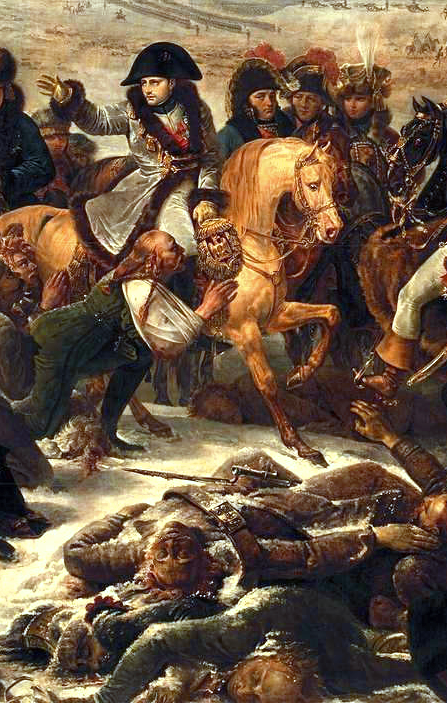
1807年、グロ作、『アイラウ戦場のナポレオン』部分。ルーヴル美術館蔵。グロ同様、ジェリコーは暴力に気持ちの高まりを感じ、人間の尊大さに振り回されていた。

ヒューバート・ウェリントンは『ドラクロアの日記 The Journal of Eugene Delacroix 』序論で、1819年のサロン直前のフランス画界の様相に対する、ドラクロワの見解について書いている。ウェリントンによれば、「古典主義と写実主義的見解とが奇妙に入り混じり、ダヴィッドの影響に縛られて、今や活気も関心も失っていた。師自身、終わりが近く、ベルギーに亡命した。彼の生徒の内最も穏健なジロデは、洗練された古典様式で、見事に端正な絵を制作していた。ジェラールは、皇帝の庇護を受け、肖像画家として非常に成功した。いくつかの作品は賞賛に値する。彼は、歴史絵画の大作が流行した際には、不本意ながらその流れに同調した。」という。 
『メデューズ号の筏』には、伝統的歴史絵画の表現や大きさがある。しかし絵を見た一般の人々は、英雄にではなく、展開する人間ドラマに反応した。ジェリコーの『筏』の絵には、特定の英雄は登場せず、生き残った理由が提示されるわけでもない。作品は、クリスチャン・ライディングの言葉を借りれば、「希望の虚しさと無意味な苦しみ、そして最悪なことに、生き残ろうとする人間の本能が、道徳的に大切な問題にとってかわり、文明人が野蛮行為に没頭する」姿を示した。
救助船に向かって手を振っている中心人物の、見事な筋肉組織が新古典主義様式を連想させるが、光と影の自然な雰囲気、生存者たちが見せた絶望の表情のリアルさ、構図に現れた感情的特徴は、新古典主義のものとは明確に異なっている。初期の作品の、宗教的あるいは古典的テーマから離れて、現代の出来事を主題に、一般的で英雄的でない人物像を表しているのである。主題の選択も、ドラマティックな瞬間を切り取る手法もロマン主義に特有のものであり、ジェリコーが、ありふれた新古典主義運動から方向転換しつつあるという、はっきりした徴候だといえる。
ヒューバート・ウェリントンがいうには、ドラクロワは生涯グロを崇拝した一方で、青年期はジェリコーに傾倒していたという。コントラストの強いトーン、型破りな表現から生まれるジェリコーのドラマティックな構成は、ドラクロワを刺激し、自身の創造的衝動を信じて大作への創作意欲を掻き立てた。ドラクロワは、「ジェリコーは、まだ制作途中の『メデューズ号の筏』を見せてくれた。その影響は、ドラクロワの『:File:Delacroix barque of dante 1822 louvre 189cmx246cm 950px.jpg|ダンテの小舟』(1822年)や、『ドン･ジュアンの遭難』(1840年)といった、のちの作品のインスピレーションにも表れている。

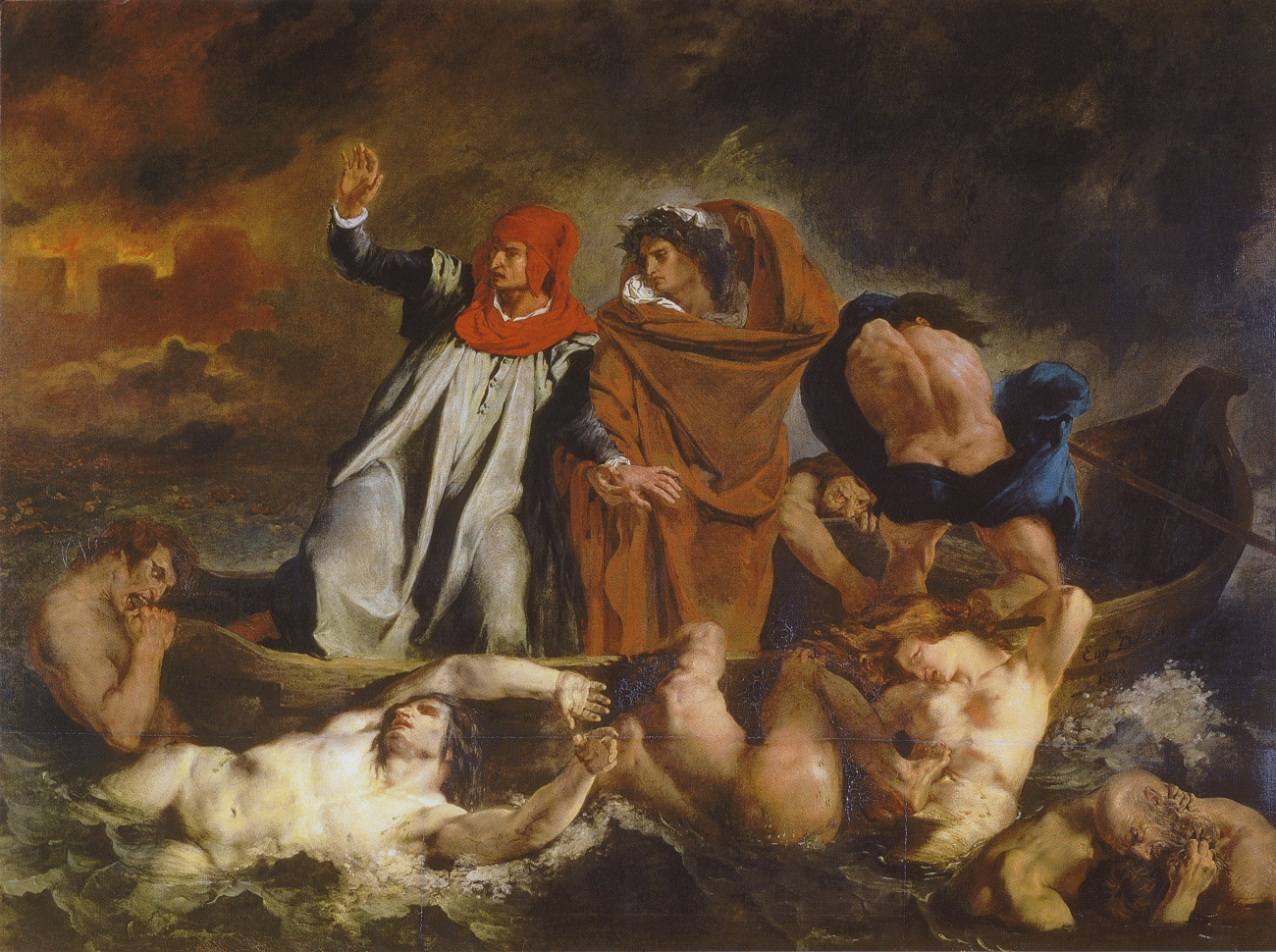
1822年、ウジェーヌ・ドラクロワ作『ダンテの小舟』。ドラクロワの初期の作品や、その後の作品には、『メデューズ号の筏』の影響が色濃くみられる。

ウェリントンによれば、1830年作のドラクロワの傑作『民衆を導く自由の女神』には、ジェリコーの『メデューズ号の筏』とドラクロワ自身の『キオス島の虐殺』に直接通じる点があるという。ウェリントンは「ジェリコーが事実の詳細に関心を持ち遭難経験者をさらに探し出してモデルとしたのに対し、全体的にドラクロワは構成をよりはっきりと組み立てて、人物や群衆を類型としてとらえ、共和制の自由を象徴する人物像マリアンヌに導かれる構図にした。マリアンヌは、ドラクロワによる創造の中でも最も優れたものとなった。」と書いている。
芸術歴史家のアルバート・エルセンは、ロダンによる彫刻の傑作『地獄の門』の発想源は、『メデューズ号の筏』とドラクロワの『キオス島の虐殺』だと考えている。「ドラクロワの『キオス島の虐殺』とジェリコーの『メデューズ号の筏』は、政治的悲劇における罪のない無名の犠牲者を、英雄的な基準でロダンに突き付けた…もしロダンをミケランジェロの『最後の審判』に対抗させたなら、彼は自分の前にジェリコーの『メデューズ号の筏』を置いて、自らを鼓舞しただろう。」と彼は書いている。

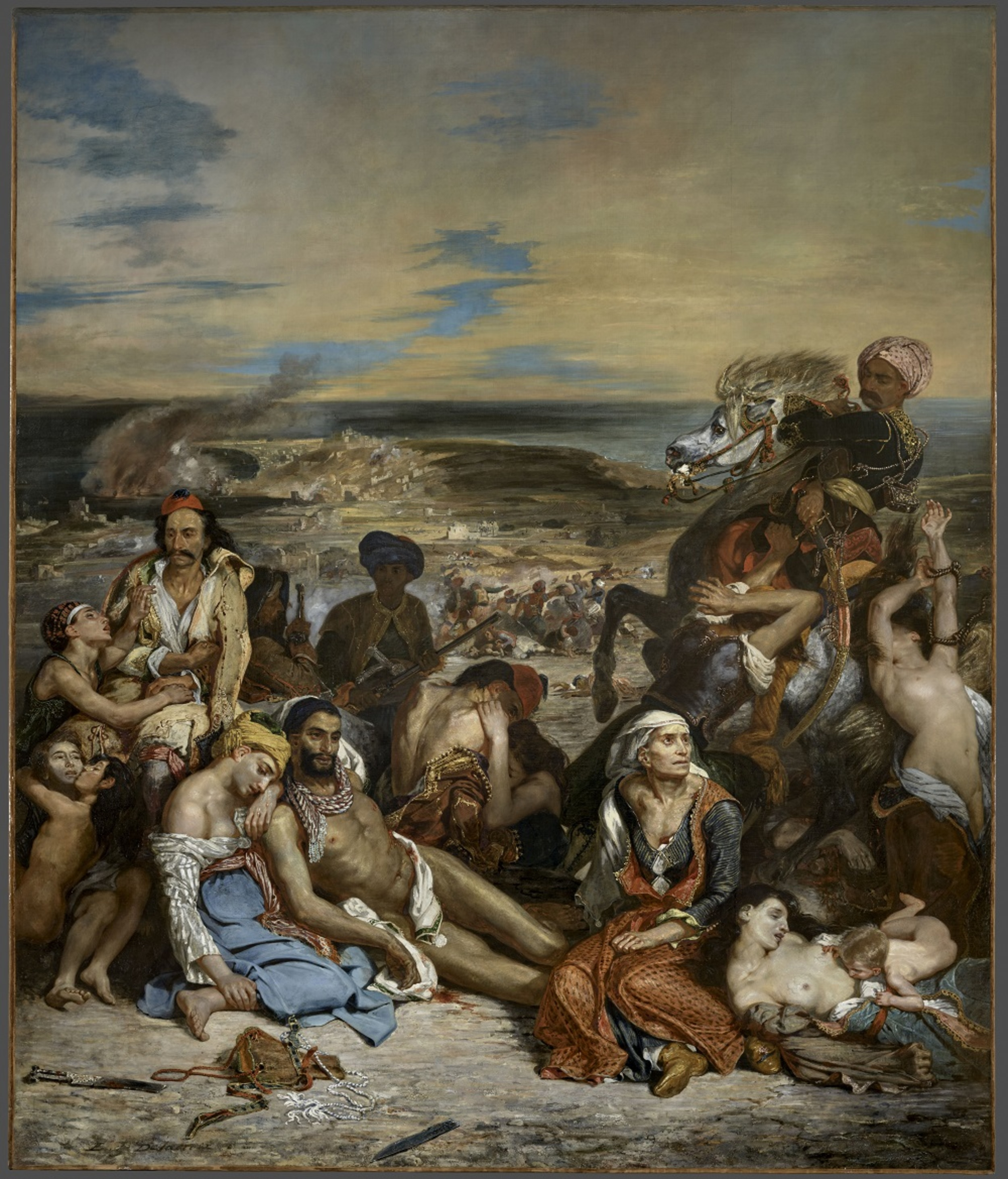
1824年、ウジェーヌ・ドラクロワ作、『キオス島の虐殺』。419 cm × 354 cm 、ルーヴル美術館蔵。この絵はジェリコーの『メデューズ号の筏』を直接的な源泉としており、1824年、ジェリコーの死の翌年に描かれた

ギュスターヴ・クールベ(1819–1877)は反ロマン主義の画家と評されるが、有名な『オルナンの埋葬』(1849–50)や『画家のアトリエ』(1855)は『メデューズ号の筏』によるところが大きい。その影響は、クールベ作品の巨大さだけでなく、一般市民や現代の政治的事件を描いて、日常生活の中の人々、場所、出来事の実際を写し取ろうとする思考面にも現れている。2004年のクラーク芸術研究所の「こんにちわ、ムッシュー・クールベ 〜モンペリエのファーブル美術館のブリュイヤス・コレクションより」と題された展示で、19世紀の写実主義の画家クールベ、ドーミエ(1808–1879)、初期のマネ(1832–1883)と、ジェリコーやドラクロワなどロマン派の画家との比較が試みられた。ロマン主義の影響が見られる作品には『メデューズ号の筏』を引き合いに出し、この展覧会では全ての芸術家の作品の違いを展示した。批評家のマイケル・フライドは、マネの『キリストの墓にいる天使』の構成は、息子を抱きかかえた人物像からヒントを得たものだと考えている。
『メデューズ号の筏』は、フランス以外の国の画家にも影響を及ぼしている。アイルランド生まれの英国の画家フランシス・ダンビーが1824年に描いた『嵐の後の海に沈む夕日』は、おそらくジェリコーの絵に触発されたものであり、1829年には『メデューズ号の筏』は「これまで見た中で、最も優れて偉大な歴史絵画である」と書き残している。 

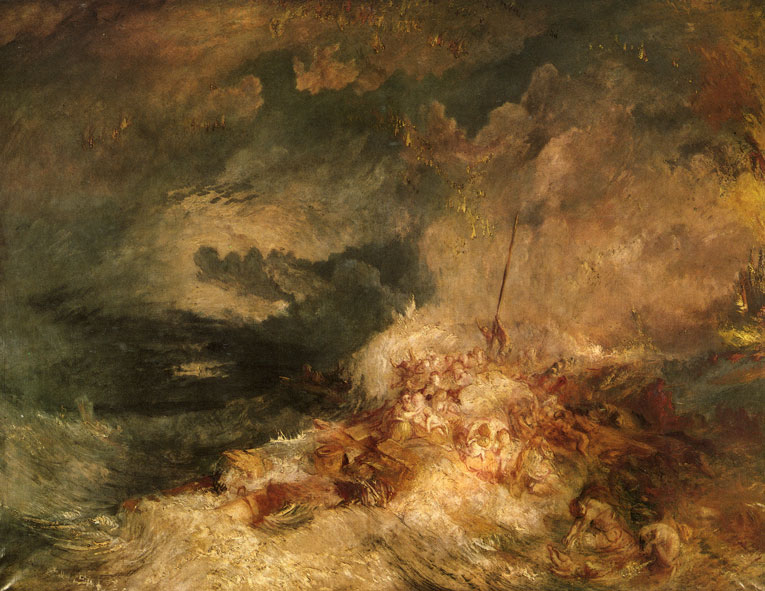
1833〜35年、ターナー作、『海難』(『アムピトリーテー号の難破』とも)。171.5 cm × 220.5 cm 。テート・ギャラリー蔵。おそらくターナーは、1820年のロンドン展示の際、ジェリコーの『メデューズ号の筏』を観たのだろう。

他の多くの英国の画家同様、ターナー(1775–1851)は、おそらく1820年のロンドンでの展示でジェリコーの絵を観て、海難というテーマに取り組み始めた。ターナーは、同様の事件を年代順に記録したが、『海難』(1835年)では英国の大災害を、前景に浸水船と死にゆく人々を配置して描いた。ターナーも、ドラマの中心に非白人の人物像を配置し、『奴隷船』(1840年)で同様に奴隷制度廃止運動を暗示した。 

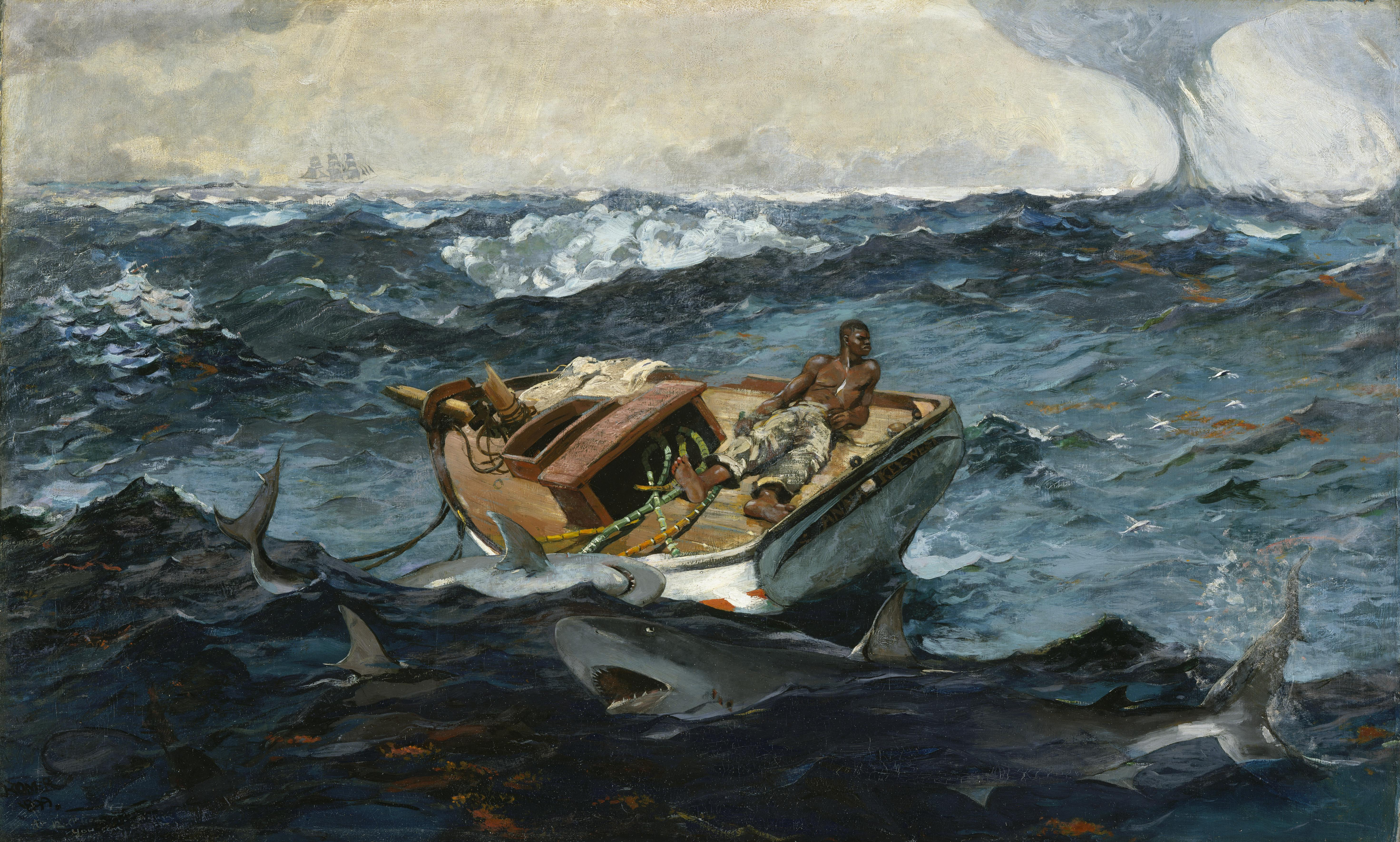
1899年、ウィンスロー・ホーマー作、『湾流』。71.5 cm × 124.8 cm 。メトロポリタン美術館蔵。

『湾流』(1899年)は、アメリカ人画家ウィンスロー・ホーマー(1836–1910年)の作品で、『メデューズ号の筏』の構成に類似しており、壊れかけた船、不気味に群れる鮫、差し迫る竜巻が描かれている。ホーマーは、ジェリコーと同じく場面の中心に黒人男性を配置したが、ここでは船に乗っているのは彼ひとりである。遠くに見える船は、ジェリコーの絵のアルゴス号の反映であろう。ロマン主義から写実主義への移行が、ホーマーの人物像が禁欲的に忍従する姿から読み取れる。初期の作品では、人物は希望や絶望を表現していたかもしれないが、この作品では「怒って黙り込む」姿に変わっている。
90年代初めには、彫刻家のジョン・コネルが画家のユージン・ニューマンと共同で取り組んだ『筏プロジェクト』で、『メデューズ号の筏』を再現した。大きな木の筏に、木、紙、タールを配置して、実物大の彫刻を作り上げた。
前景の瀕死の人物像と、中央部で近づいてくる救援船に向かって手を振る人物像との対比について、フランス芸術歴史家のジョルジュ＝アントワーヌ・ボライアスは、ジェリコーの絵が表現しているのは「片方の手には、孤独と死。もう片方には希望と人生。」。
ケネス・クラークは、『メデューズ号の筏』は「裸体を通して表現されるロマン主義のパトスの代表的な例であり続ける。死の強迫観念のため、ジェリコーはいくつもの死体安置所や公開処刑所に通い詰め、その結果、瀕死の人物や死者の描写に真実味が生まれた。 彼らは大まかには古典に分類されるかもしれないが、厳しい経験への渇望と共に再び見直されている。
今日、パリのペール・ラシェーズ墓地にあるジェリコーの墓には、アントワーヌ・エテクス作の『メデューズ号の筏』のブロンズ製レリーフが飾られている。